# Karl XI
Karl XI, född 24 november 1655, död 5 april 1697, var kung av Sverige från 1660 till sin död. Han regerade även från 1681 som hertig Karl I över Pfalz-Zweibrücken. Han var son till Karl X Gustav och Hedvig Eleonora av Holstein-Gottorp samt gift med Ulrika Eleonora av Danmark (1656–1693). De fick bland andra barnen Hedvig Sofia, Karl XII och Ulrika Eleonora.
Regeringstiden för Karl XI inleddes med skånska kriget mot framför allt Danmark, som efter stora ansträngningar avslutades utan landavträdelser till danskarna. Han förde en försiktig politik där Sveriges finanser stabiliserades, försvaret reformerades och mycket begränsade landavträdelser gjordes. Han inrättade det karolinska enväldet och för att kunna finansiera en större armé genomfördes en omfattande reduktion, vilket kraftigt minskade adelns tillgångar. Därefter inriktades ansträngningar till stor del mot att förhindra ett nytt krig, vilket ledde till skapandet av det yngre indelningsverket och den karolinska armén. Karl XI efterträddes av sin ende överlevande son Karl XII, som använde sin fars armé i Stora nordiska kriget.

## Förmyndartiden (1655–1671)

Karl XI som 5 år gammal, klädd som en romersk härförare. Målning (1660) av David Klöcker Ehrenstrahl

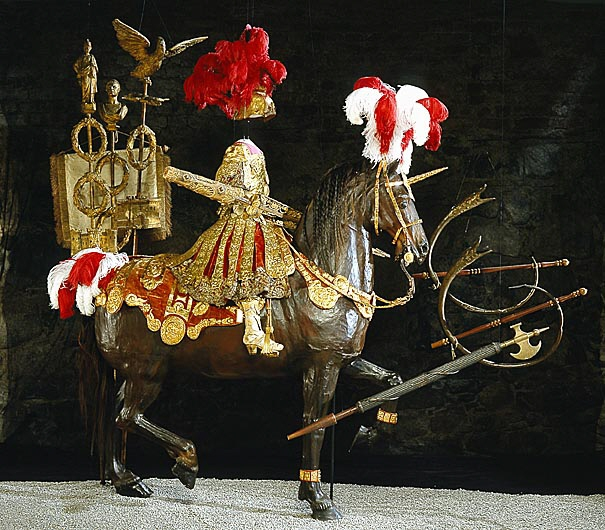
Dräkten och hästutstyrseln som kung Karl XI bar vid sin kröningskarusell "Certamen Equestre". Karl XI uppträdde i romersk dräkt som "Ärans riddare".

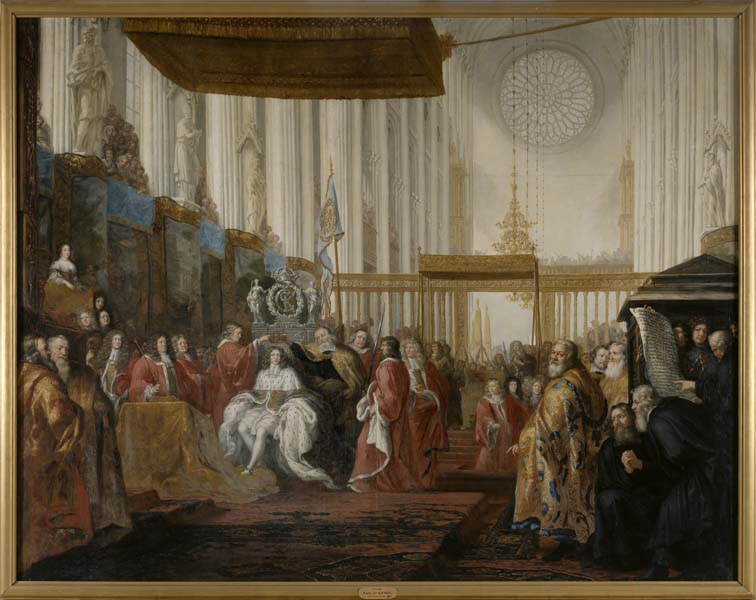
Karl XI:s kröning den 28 september 1673, förevigad i en kröningsmålning av David Klöcker Ehrenstrahl.

Karl XI, det enda barnet till Karl X Gustav och Hedvig Eleonora av Holstein-Gottorp, föddes den 24 november 1655 på slottet Tre Kronor och ärvde Sveriges krona den 13 februari 1660. När Karl XI föddes var fadern upptagen med sitt fälttåg i Polen och när nyheten om tronarvingens födelse nådde honom i högkvarteret i Elbing beordrade den lycklige fadern artilleriet att skjuta fröjdeskott. Till dopet den 9 december fick hans mor en förgylld dopvagga som gåva från sina föräldrar, hertig Fredrik III av Holstein-Gottorp och Marie Elisabeth av Sachsen.
Det skulle dröja ända till julaftonen 1659 innan Karl för första gången skulle få träffa sin far, i samband med den riksdag som Karl X Gustav sammankallat i Göteborg. Riksdagen öppnades den 3 januari 1660 och dagen därpå satt den lille arvprinsen "helt ärbar" på en stol bredvid kungen som höll ett långt tal om sina militära bedrifter. Bara en dryg vecka senare insjuknade kungen, den 12 februari skrev han sitt testamente och dagen därpå avled han. Samma dag hyllades den fyraårige Karl XI som kung och var vid det tillfället iförd en kolt i purpurfärgad guldbrokad. Kolten finns bevarad på Livrustkammaren, där den står utställd tillsammans med en värja den unge kungen fick av drottning Kristina i samband med sin fars begravning, som ägde rum den 4 november samma år i Stockholm. Den nu snart femårige kungen ömsom bars ömsom leddes vid handen bakom sin fars kista i den långa processionen som i regn och blåst slingrade sig fram från slottet, genom Skeppsbron och Stora Nygatan fram till Riddarholmskyrkan.
Karl X Gustav hade i sitt testamente utsett professor Emund Gripenhielm till sonens lärare. Utbildningen innefattade bland annat latin, franska och tyska. Dock så lärde sig kungen aldrig franska vilket var ovanligt för en kunglighet på den tiden. Kungen skulle också ha kunskaper i historia, statsrätt, geografi, astronomi, arkitektur samt krigskonst. Förmyndarregeringen höll noga reda på hur studierna gick och upptäckte snart att kungen klarade sig dåligt på grund av sin dyslexi. Kungen var blyg, hade svårt att läsa och skriva, men var duktig på att lära sig saker utantill. När den italienske författaren och diplomaten Lorenzo Magalotti besökte Stockholm 1674 beskrev han den unge Karl XI som "en människa vilken befinner sig i förlägenhet och är rädd för allting. Det verkar som om han inte vågar se någon i ansiktet och han rör sig som om han gick på glas". Magalotti beskrev även honom som en godmodig man "som tyckte om att äta och dricka och ägde alla de goda egenskapar som okunnigheten kan medföra". Andra egenskaper som Megalotti ansåg utmärkte kungen var hans djupa gudfruktighet och hans skicklighet som fäktare och ryttare.
År 1671 fick kungen börja delta i riksrådets sammanträden. Förmyndarregeringen leddes av änkedrottning Hedvig Eleonora. Andra ledamöter var riksdrots Per Brahe, rikskansler Magnus Gabriel De la Gardie, riksskattmästare Herman Fleming samt riksmarsk och riksamiral Carl Gustaf Wrangel. Det har om denna regering sagts att den hade iögonfallande svagheter; den hade svårt att reda upp de dåliga statsfinanserna. Fjärdepartsräfsten, som beslutats 1655, bedrevs utan engagemang.

## Den första regeringstiden (1672–1674)
I augusti 1672 deltog kungen i en militär manöver på gärdet i Stockholm. Den har beskrivits som den första riktiga manövern hållen i Sverige. På Gärdet byggdes en befästning av soldater från Upplands regemente och cirka 3 000 anfallande trupper övade stormtaktik mot försvararna som leddes av fältmarskalken Gustaf Baner. Karl XI deltog i anfallet som ryttmästare under marsken Carl Gustaf Wrangel.
Karl XI blev myndig i samband med riksdagen i december 1672 och kunde då ta tronen i besittning. En fråga som vållade strid under riksdagen var frågan om den kungaförsäkran som Karl XI skulle avge. Adelsutskottet föreslog att kungaförsäkran skulle innehålla en garanti för adelns privilegier. En annan fråga var om kungaförsäkran skulle skydda riksrådets medlemmar om det i efterhand visade sig att riksrådets råd till kungen var dåliga. Adelsutskottet föreslog också att 1634 års regeringsform skulle stadfästas. Inom riksrådet fanns motsättningar i frågan om hur kungaförsäkran skulle se ut, men till slut beslöt man att för kungen föreslå ett skydd mot falska anklagelser, skydd för riksrådets medlemmar samt att regeringsformen skulle stadfästas. Den första punkten vägrade kungen att gå med på. I samband med riksdagen avlämnade förmyndarregeringen en rapport av hur den förvaltat sitt ämbete. Två dagar efter att han mottagit denna gav Karl XI förmyndarregeringen full ansvarsfrihet.
Trontillträdet firades den 18–20 december 1672 och firades bland annat med en procession från slottet Tre Kronor till Beridarebanan där Karl XI och bland annat Nils Bielke och generalmajor Mörner deltog klädd som romerska fältherrar. Denna karusell kallades Certamen Equestre och förevigades av David Klöcker Ehrenstrahl i hans planschverk med samma namn. På sommaren 1673 genomförde Karl XI sin eriksgata i de södra landskapen. På senhösten blev han livshotande sjuk i mässlingen och fick avbryta den planerade andra delen av eriksgatan.
Den svenska säkerhetspolitiken under förmyndartiden hade utmärkts av ambitionen att hindra Danmark att bli medlem i någon koalition av stormakter som skulle kunna hota Sverige. Det främsta hotet var, ansåg man, att Danmark skulle gå i förbund med Frankrike. Detta skulle kunna ge Danmark möjlighet att återerövra sina östra landsdelar men även hota Holstein-Gottorps, Sveriges allierade, suveränitet, något Sverige hade förbundit sig att försvara. Ytterligare ett hot var Nederländerna som hade en helt dominerande ställning vad gällde handeln på Östersjön.
Sverige var tillsammans med Frankrike och den tysk-romerske kejsaren garant för den westfaliska freden. För att blockera eventuella franska expansionsplaner ingick Sverige 1668 en trippelallians med England och Nederländerna. Inom riksrådet fanns olika åsikter om hur den svenska utrikespolitiken skulle gestaltas. De la Gardie ville ha närmare band med Frankrike medan Johan Göransson Gyllenstierna förespråkade närmare band med England, Nederländerna och den tyske kejsaren. När den engelske kungen Karl II genom fördraget i Dover 1670 överraskande gick i förbund med Frankrike blev detta sista alternativ dock överspelat.
1672 ingick Frankrike och Sverige förbund. Frankrike lovade att årligen betala Sverige 400 000 riksdaler i fredstid och 600 000 per år vid krig. Sverige förband sig att hålla fred i Tyska riket och att hålla de tyska staterna utanför ett krig mellan Frankrike och dess motståndare Nederländerna och Spanien. Det sista skulle ordnas genom att Sverige skulle sätta upp en armé om 16 000 man i Tyskland. Ur svensk synvinkel var motivet att man inte ville att det franska erbjudandet istället skulle gå till Danmark. En militär upprustning ansågs nödvändig i norra Tyskland för att försvara de svenska provinserna.

## Skånska kriget (1675–1679)

### Förlusterna i Tyskland och till havs
1672 hade det fransk-nederländska kriget inletts. I april 1674 erbjöd Frankrikes ambassadör i Stockholm att höja de årliga subsidierna till Sverige med ett avsevärt belopp mot att de svenska trupperna i Pommern ökade till 22 000 man. Detta anbud accepterades av riksrådet och kungen och Sverige började skicka trupper till Pommern. Sverige var i stort behov av subsidierna från Frankrike, men därifrån meddelades nu att pengarna inte skulle utbetalas förrän svensk trupp hade gått in i Brandenburg. Befälhavare för de svenska trupperna i Pommern var Carl Gustaf Wrangel och i december 1674 gick trupperna in på brandenburgskt område. Den 28 juni 1675 möttes de svenska och brandenburgska trupperna i slaget vid Fehrbellin som slutade med svensk förlust.

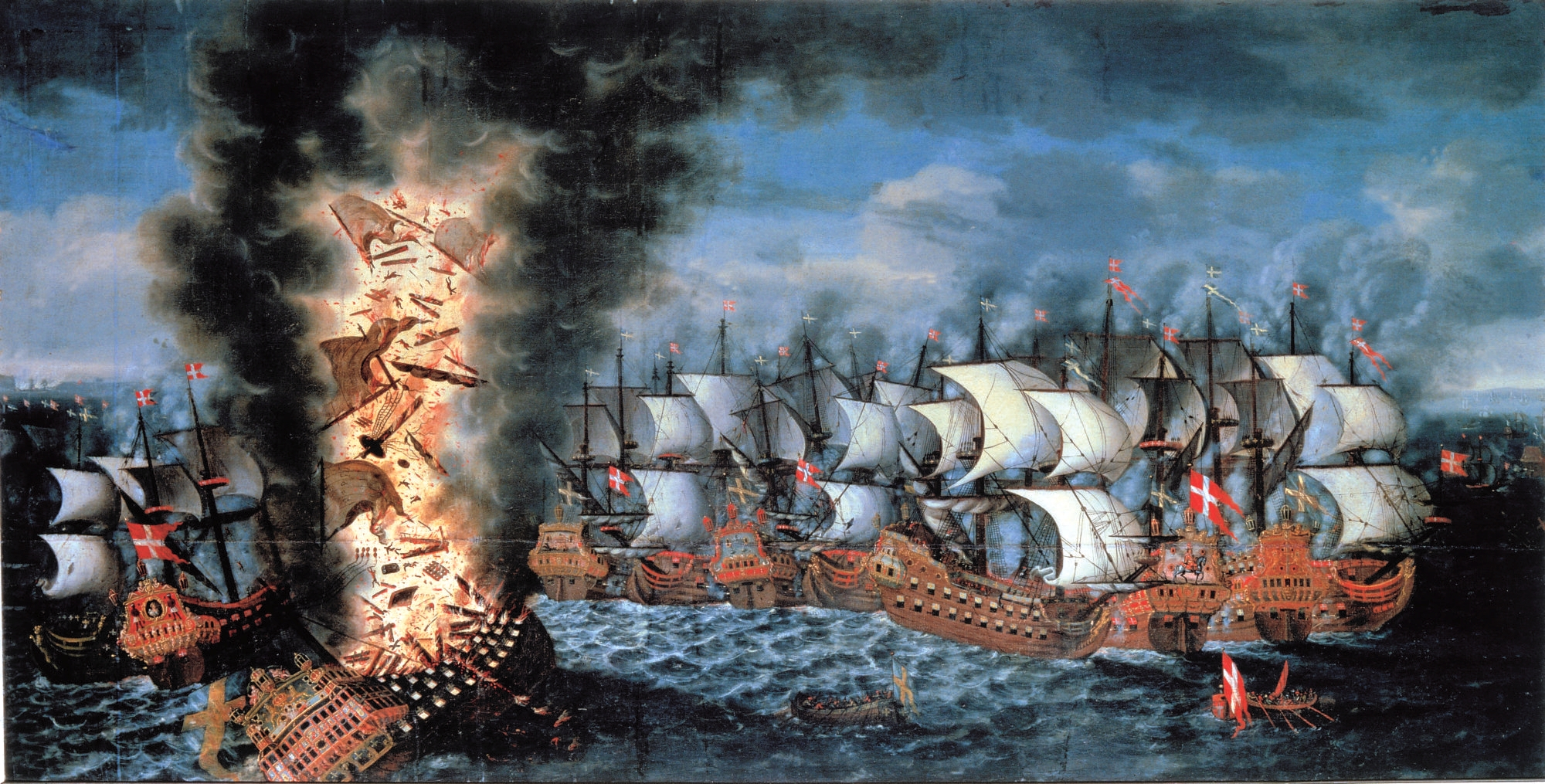
Slaget vid Ölands södra udde som resulterade i danskt sjöherravälde i södra Östersjön. Målning (1686) av Claus Møinichen.

Från svensk sida hade man försökt att ingå ett neutralitetsförbund med Danmark. Riksrådet Nils Brahe kom till slut till Köpenhamn 1674 för att diskutera ett sådant men även för att erbjuda Karl XI:s frieri till Kristian V:s syster Ulrika Eleonora. Karl XI prioriterade ett förbund, men det motsatte sig Kristian V. I juni 1675, strax före slaget vid Fehrbellin, proklamerades förlovningen. När den svenska förlusten blev känd i Köpenhamn slog Kristian V till mot hertigen Kristian Albrekt av Holstein-Gottorp, som fängslades. Den 2 september 1675 förklarade Danmark krig mot Sverige.
De la Gardie hade i juli 1675 lovat att flottan skulle kunna löpa ut inom två veckor med 40 örlogsfartyg. Det visade sig snart att flottan var i dåligt skick och att ledningen för flottan var inkompetent: riksamiralen Gustaf Otto Stenbock hade aldrig varit till sjöss, inte heller de två amiralitetsråden Nils Brahe och Claes Nilsson Stiernsköld. Flottan lättade ankar i oktober men tvingades av storm vända vid Karlsöarna eftersom fartygen inte höll måttet. Efter krigsutbrottet sammankallades ståndsriksdagen till Uppsala för att bevilja medel. I utbyte fick rikets ständer till stånd en undersökningskommission som skulle undersöka hur förmyndarregeringen och riksrådet hade styrt landet under förmyndartiden. Under riksdagen ägde Karl XI:s kröning rum den 28 september. I april 1676 kunde en reorganiserad och upprustad flotta löpa ut, en flotta som bestod av 59 fartyg och 11 000 man. Den svenska flottan mötte den danska i vattnen mellan Bornholm och Skåne den 25 maj men inget avgörande kom till stånd den dagen. Svenska flottan drog sig tillbaka mot Kalmarsund och den 1 juni gick den danska flottan, förstärkt med fartyg ur den nederländska flottan, till anfall. Slaget vid Ölands södra udde blev en svensk förlust på grund av inkompetensen hos den svenska flottans ledning, och regalskeppet Kronan gick förlorat.

### Kriget i Skåneland

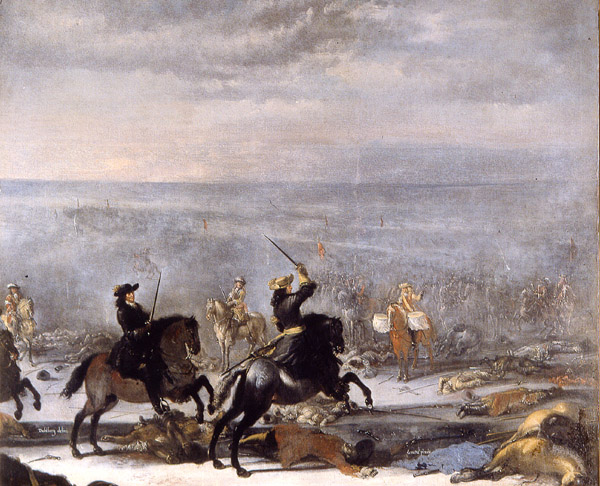
Karl XI (till höger) och Erik Dahlbergh, målning av Johann Philip Lemke

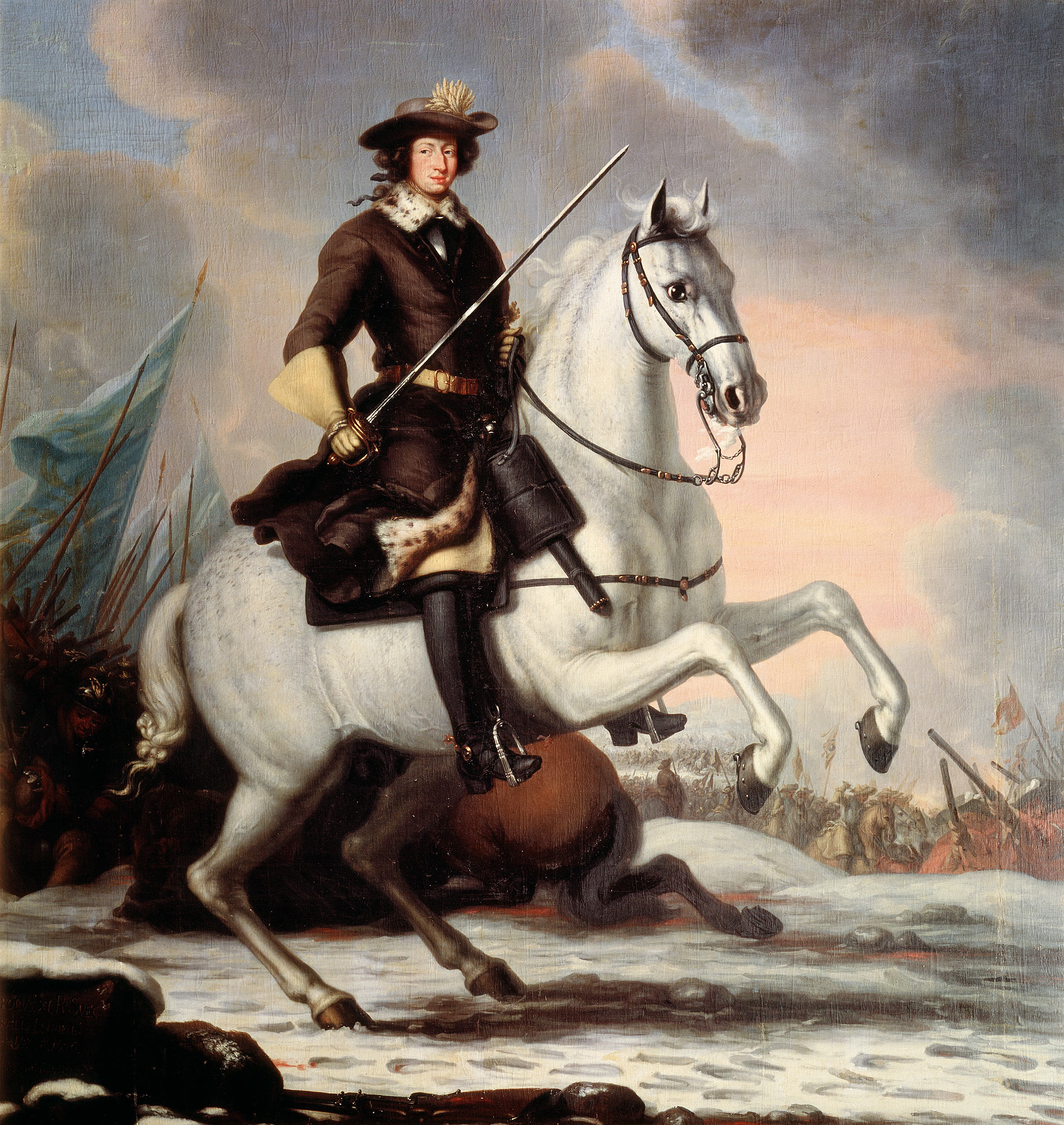
Karl XI på den vita Brilliant under slaget vid Lund. Målning (1682) av David Klöcker Ehrenstrahl.

Riksrådet fortsatte med sina interna stridigheter och kungen tvingades styra landet utan deras stöd. Han tillbringade hösten 1675 i sitt nybildade fältläger i Skåne med att beväpna det svenska riket inför det kommande skånska kriget. Hans soldater i Skåne var dock underlägsna i både antal och utrustning i jämförelse med danskarna. I juni 1676 marscherade en dansk-norsk armé in i Bohuslän från Norge under befäl av Ulrik Frederik Gyldenløve, som erövrade Uddevalla och intog Vänersborg efter en hård strid. Den 27 juni landsteg danska trupper vid Ystad som snabbt erövrades. Den danska huvudstyrkan under befäl av hertig Johan Adolf av Holstein-Plön landsteg i Råå vid Helsingborg. Helsingborg och Ängelholm intogs utan motstånd och Landskrona intogs efter en belägring. De svenska trupperna, anförda av Karl XI, drog sig tillbaka mot Kristianstad. Efter hårda strider erövrades även den staden av de danska trupperna, som senare marscherade genom Halland och hotade Halmstad.
Med hjälp av trupper som sammankallats från Sverige lyckades dock Karl XI slå tillbaka med hjälp av sina erfarna generaler som Simon Grundel-Helmfelt, Rutger von Ascheberg och Fabian von Fersen. Kungen genomförde sin första seger mot en dansk kår i slaget vid Halmstad den 17 augusti 1676, där de svenska trupperna och deras ledning fick ett ökat självförtroende vilket hade stor betydelse för kommande strider. Karl XI marscherade vidare söderut genom Skåne och den 11 november anlände han till den översvämmade Kävlingeån utanför Lund. Söder om ån stod den danska armén under befäl av Kristian V som var förlagda vid Skälshög nära Lund. Det var omöjligt att korsa ån och Karl XI var tvungen att vänta i flera veckor innan ån frös till is. Detta skedde till slut den 3 december och på morgonen dagen efter inledde Karl XI ett överraskningsanfall mot de danska trupperna, vilket utvecklades till det blodiga slaget vid Lund. Slaget slutade med en avgörande seger för Sverige, men som lamslog de båda arméerna allvarligt. Det är ett av de blodigaste slagen i historien när man tar hänsyn till förlusterna – nästan 70 procent – i jämförelse med det totala antalet soldater: 13 000 danska soldater mot 8 000 svenska. Alla de svenska befälhavarna utmärkte sig, men dagen tillskrevs främst Karl XI och hans stridsanda. Striden visade sig vara avgörande i kampen om Skåneland och som Karl XI betraktade som det stora ögonblicket i sitt liv. Varje år högtidlighöll han slaget genom bön och gudstjänst.
Året därpå stred Karl XI med 9 000 man mot Kristian V på nytt med dennes 12 000 danskar i slaget vid Landskrona den 17 juli. Detta blev Karl XI:s sista seger på slagfältet, då den danske kungen senare under september 1678 evakuerade den danska armén tillbaka till Själland. År 1679 dikterade kung Ludvig XIV av Frankrike fredsvillkoren på egna och Sveriges vägnar, vilket förolämpade Karl XI till den grad att han aldrig mer kunde lita på fransmännen. Han samtyckte till sist till en fred där man kom överens om att återlämna det mesta av de erövrade territorierna till Sverige, bortsett från de mindre besittningarna Wildeshausen, Thedinghausen, Dörverden och en del av svenska Hinterpommern. Freden med Danmark skedde genom traktaten i Fontainebleau och i Lund och med Brandenburg genom fördraget i Saint-Germain.

## Inrikespolitik (1680–1697)

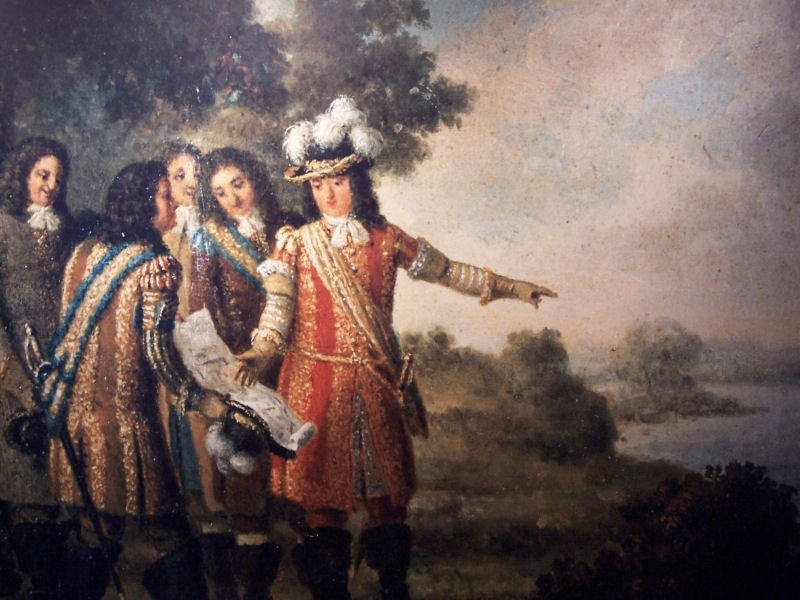
Karl XI pekar ut platsen för "Carls-Croona". Målning av Pehr Hilleström.

Karl XI ägnade resten av sitt liv åt att förhindra ett nytt krig genom att agera mer självständigt i utrikesfrågor, medan han också förespråkade ekonomisk stabilitet och en omorganisation av militären. Hans återstående 20 år på tronen var den längsta fredsperioden under Sveriges tid som stormakt. Johan Göransson Gyllenstierna intog en dominerande ställning som Karl XI:s förste minister och gunstling. Vissa källor säger att kungen i stora drag var beroende av Gyllenstiernas råd. Hans oväntade död i Landskrona den 10 juni 1680 skapade ett stort tomrum, och flera av Gyllenstiernas motståndare försökte komma nära kungen och överta Gyllenstiernas plats.

### Reduktionen
Som en följd av skånska kriget hade Sveriges finanser försvagats kraftigt och den svenska staten var djupt skuldsatt. I oktober 1680 sammankallade Karl XI riksdagen med ståndsriksdagen. Där framlade kungen ett reduktionsförslag, som antogs av riksdagen, om att samtliga donationer från utrikesprovinserna skulle dras in till kronan och de inkomstbringande grev- och friherreskapen skulle avskaffas. Även donationer med större årlig avkastning än 600 daler silvermynt reducerades. På så vis gick lågadeln ganska fri från reduktionen, medan högadeln drabbades hårt. Sammanlagt 80 procent av 1600-talets jordavsöndringar återgick till kronan. Medlemmarna av förmyndarregeringen drabbades hårdast av reduktionen, och allra värst för rikskanslern De la Gardie. Utöver andra gods tvingades han 1681 lämna tillbaka Läckö slott med sina 248 rum, flera med praktfull inredning, och han dömdes att ersätta kronan med 400 000 daler silvermynt. Under reduktionsåren inrättade Karl XI både Stora kommissionen och Likvidationskommissionen som hade som uppgift att granska både förmyndarregeringen och godsägaradeln runtom i riket och inkräva stora ersättningar, vilket resulterade i en fullständig omställning av Sveriges finanser.

### Enväldets införande

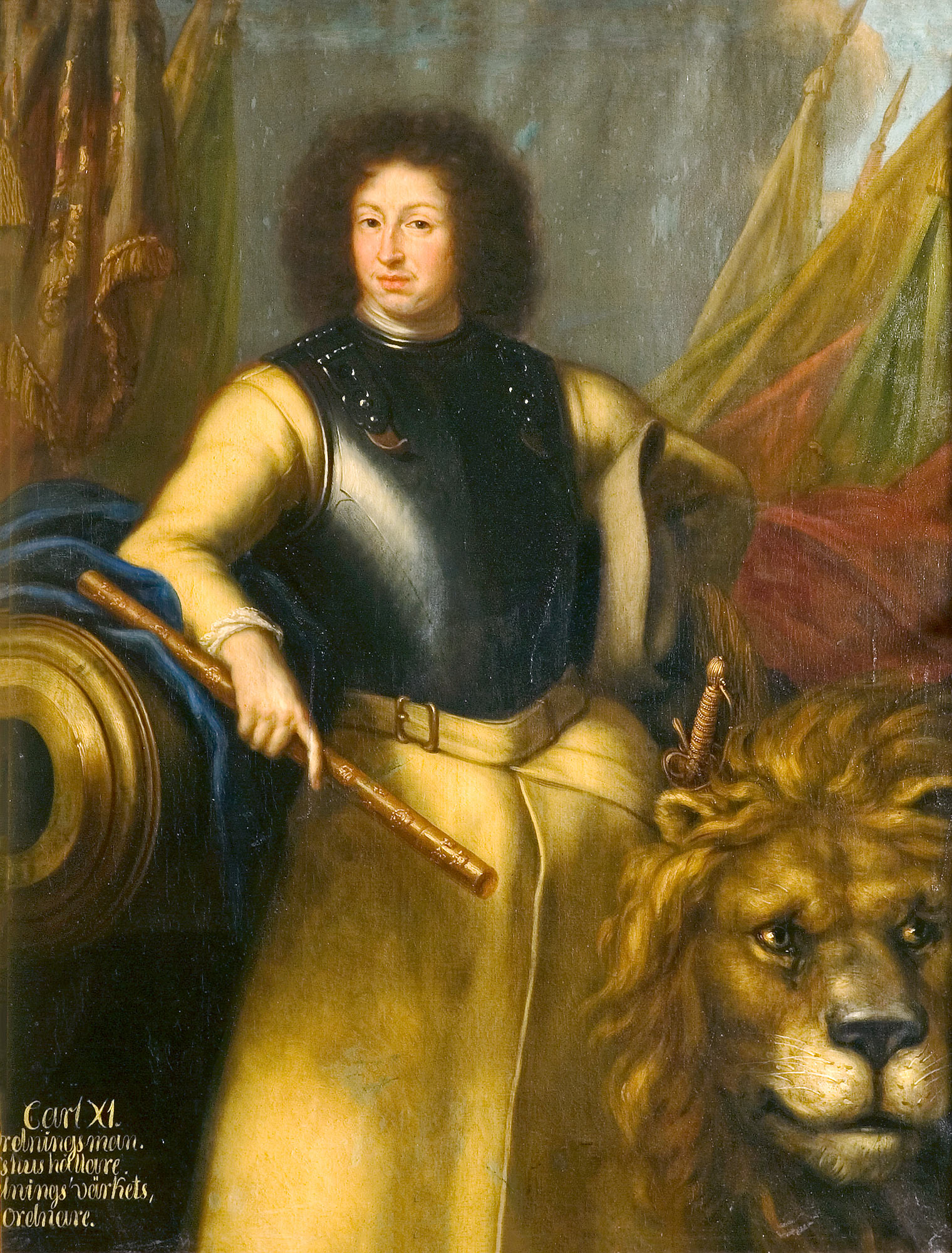
Karl XI (1689) av David Klöcker Ehrenstrahl.

Reduktionen förberedde enväldets införande, och det kom att för den närmaste framtiden ge den svenska politiken en fredlig och franskfientlig riktning. Det var dessa ändamål som åsyftades på 1680 års riksdag där partierna – enväldets anhängare och vännerna av högadelns makt – drabbade samman. Det hela var sannolikt en på förhand avtalad sak mellan Karl XI och hans män, och kom att beteckna en vändpunkt i Sveriges historia. Utöver förmyndarräfsten och reduktionen ledde detta också till nedbrytandet av riksrådets gamla myndighet, som svenska kungar sedan 1634 obligatoriskt skulle ta råd från. Under kriget utbröt interna strider mellan rådsherrarna, och kungen styrde över riket mer eller mindre utan att lyssna till deras råd. Det innebar att perioden för det högaristokratiska regementet gått till ända och att i stället det kungliga enväldets tidevarv börjat. De viktiga besluten vid 1682 års riksdag som gjorde reduktionen till kungens ensak och rev ned alla skrankor för hans lagstiftande makt betydde endast fullbordandet av den välvning, som blivit inledd 1680. Rikets ständer konfirmerade Karl XI:s makt under 1693 års riksdag genom en kungörelse om att kungen var ensam härskare över det svenska riket.

### Indelningsverket
Till de stora arbetena i Karl XI:s inre styrelse hörde ordnandet av drätseln och återupprättandet av landets försvarsväsen. För fullbordandet av båda dessa verk var reduktionen ett väsentligt villkor. Drätseln, som var i fullständig oreda efter kriget, hjälptes upp efter hand, så att inom några år statsbristen försvann och finansernas jämvikt återställdes. På 1693 års riksdag kunde Karl XI befria sitt folk från alla särskilda bevillningar. Vid hans död var statsskulden minskad från 44 till 11½ miljoner daler silvermynt och en skatt på några miljoner var dessutom avlagd för oförutsedda behov. Försvarsverkets reorganisation anknöts till reformerandet och det successiva genomförandet av det så kallade indelningsverket. Riket fick en välrustad och välövad stående här på 38 000 man indelta eller roterade ryttare och soldater; därtill kom en värvad styrka på 25 000 man, som egentligen användes till de utrikes provinsernas försvar. Soldaterna kallades för karoliner och tränades för att strida mycket offensivt men ytterst sällan defensivt. Flottan, ödelagd under kriget, skapades så gott som ny. Den bestod vid Karl XI:s död av 38 större krigsskepp med 2 648 kanoner och 11 000 man. En örlogshamn med dockor och varv byggdes i Karlskrona, som erhöll sina stadsprivilegier den 10 augusti 1680.

### Centralisering
Statsförvaltningen ordnades på nytt, och erhöll delvis en förändrad organisation efter de autokratiska principer som gjorde sig gällande under Karl XI:s egen styrelse. Riksrådet såsom sådant hade inte mycket att säga i regeringen. Besluten fattades av kungen efter rådplägning i en konselj, vars sammansättning förändrades efter ärendenas olika art. Inte heller på förvaltningen i kollegierna utövade rådet något inflytande. Kungen ensam gjorde sig gällande; han sköt undan de kollegiala formerna så mycket som möjligt och överlämnade de viktigaste ärendena åt särskilda avdelningar eller byråer, stående under hans egen omedelbara ledning. Den svenska förvaltningens centralisering når i dessa och andra stycken sin spets under enväldets dagar. Lagskipningen upphjälptes, rättegångssättet förbättrades, och den genomgående lagreform, som stått på dagordningen sedan århundradets början, tog ett stort steg framåt då 1686 den stora lagkommissionen tillsattes, vars slutliga frukt blev 1734 års lag. 

### Erövrade danska territorier försvenskas

Karta över stormakten Sverige och dess besittningar.

Karl XI arbetade med iver på försvenskningen av de tidigare dansk-norska landskapen, som inbegrep Skåneland, Bohuslän, Jämtland och Gotland. Vissa metoder inkluderade i ett förbud mot alla böcker som var skrivna på danska eller norska, prästerna fick endast predika på svenska, och alla nya präster och lärare måste komma från Sverige. Det främsta medlet var folkets undervisning, men till sammansmältningen bidrog också införandet av svenskt kyrkoväsen, svensk lag och svensk härordning. Av stor vikt var även återupprättandet av Lunds universitet år 1666 (invigt 1668), vilket det sista kriget hade ödelagt.
Karl XI hyste misstroende mot de skånska bönderna efter skånska kriget och var särskilt hård mot Skåne. I norra Skåne hade snapphanarna, som fick starkt stöd från de lokala byarna, attackerat svenska soldater och stulit de kungliga skattekistorna. En av många reaktioner på det motstånd som mötte de svenska trupperna var Karl XI:s order den 19 april 1678 om att bränna ner Örkeneds socken i norra Skåne, inklusive att avrätta alla män som kunde hantera ett gevär, samt plundra allt av värde. Kungen förblev skeptisk till de skånska invånarna under hela sitt liv. Skåningar fick inte rekryteras till Södra och Norra skånska kavalleriregementena förrän 1698. Kungen förespråkade en hård framfart mot skåningarna, och Skånelands första generalguvernör, gunstlingen Gyllenstierna, som styrde mellan 1679 och 1680, var ytterst hård mot de blekingska och nordskånska socknarna. Efter Gyllenstiernas död 1680 övertogs guvernörsposten av Rutger von Ascheberg, som förespråkade en mer skonsam framfart och som med stor skicklighet genomförde "rekonstruktionen" i Skåne.
Försvenskningen genomfördes inte lika starkt i de tyska provinserna (Pommern, Wismar och Bremen-Verden) och i Östersjöprovinserna. I Tyskland var Karl XI tvungen att dela makten i provinserna med provinsständerna och lyda under den tysk-romerske kejsaren som dennes vasall. I Östersjöprovinserna var maktstrukturen helt annorlunda. Dessa styrdes av en mestadels tysk godsägaradel som utnyttjade livegna bönder. Karl XI invände mot godsägarnas förtryck av bönderna, men han lyckades inte avskaffa livegenskapen. Kexholm och Ingermanland var glesbefolkade och av ringa intresse för kungen.

### Kyrkan
För den svenska kyrkan blev Karl XI:s egen styrelse epokgörande. Denna erhöll nu efter mycket vacklande en fast ordning och dess förhållande till det världsliga samhället bestämdes genom 1686 års kyrkolag som ännu i början av 1900-talet i huvudsak gällde. Även utarbetades och antogs en ny katekes (1689), en ny kyrkohandbok (1693) och en ny psalmbok (1695). Mycken möda nedlades på en nyutgåva av bibeln; den blev inte färdig under Karl XI:s tid, men utkom 1703 och hade officiell giltighet ända fram till 1917. Karl XI understödde på många sätt den vetenskapliga forskningen vid högskolorna i sitt rike; han befordrade elementarläroverkens utveckling på den grund, som förut var lagd, och ivrade framför allt för spridande av upplysning bland Sveriges allmoge. I fredens skydd tilltog också rikets materiella välstånd.

## Utrikespolitik (1680–1697)
Sveriges utrikespolitik var efter 1679 avgjort fredlig, emedan Karl XI insåg att det yttre lugnet av flera skäl var hans lands oavvisliga behov och ett villkor för genomförandet av de stora inre reformerna. Ledningen av utrikesärendena, vilka föga intresserade Karl XI, överlämnades efter Gyllenstiernas död åt Bengt Oxenstierna, som lyckades bibehålla sig som kanslipresident och utrikesminister. Han förmådde sin kung att småningom överge den storslagna skandinaviska politik, till vilken Gyllenstierna gett uppslaget genom förbundsfördraget med Danmark 1679. I stället slöt sig Sverige till Nederländerna ("garantitraktaten i Haag", 1681), kejsaren, (1682) och Spanien (1683), eller i allmänhet till de makter, vilka under Vilhelm av Oraniens ledning mot Ludvig XIV:s krigiska planer sökte bevara den europeiska freden och jämvikten.
Trots Karl XI:s och Oxenstiernas ansträngningar stod kriget en och annan gång för dörren. År 1683 hotade Frankrike i förbund med Danmark och Brandenburg; 1688 var Sverige nära att för Holsteins skull komma i fejd med Danmark vid Öresund och under det stora europeiska kriget på 1690-talet gjordes av det franska partiet under Nils Bielkes ledning väldiga försök att rycka Karl XI in i förbundet med Ludvig XIV och på samma gång in i den stora striden. Karl XI höll likväl fast vid Oxenstiernas politik och bevarade Sveriges neutrala ställning.

## Äktenskap och familj

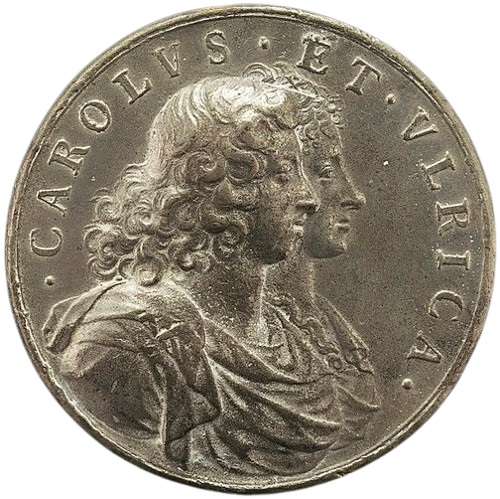
Medalj av Karl XI och Ulrika Eleonora graverad 1680 av Arvid Karlsteen.

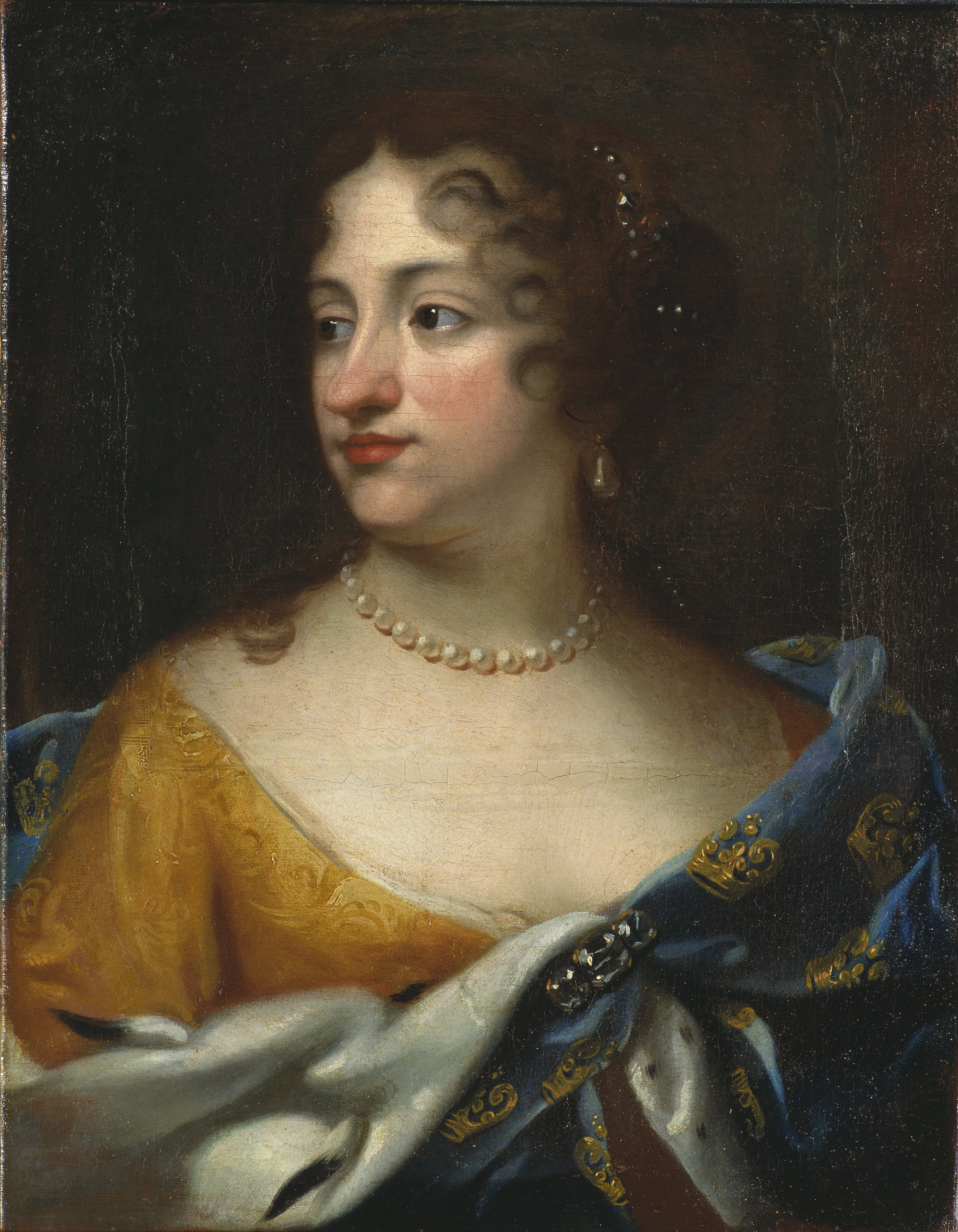
Ulrika Eleonora av Danmark (1690) av Jacob d'Agar.

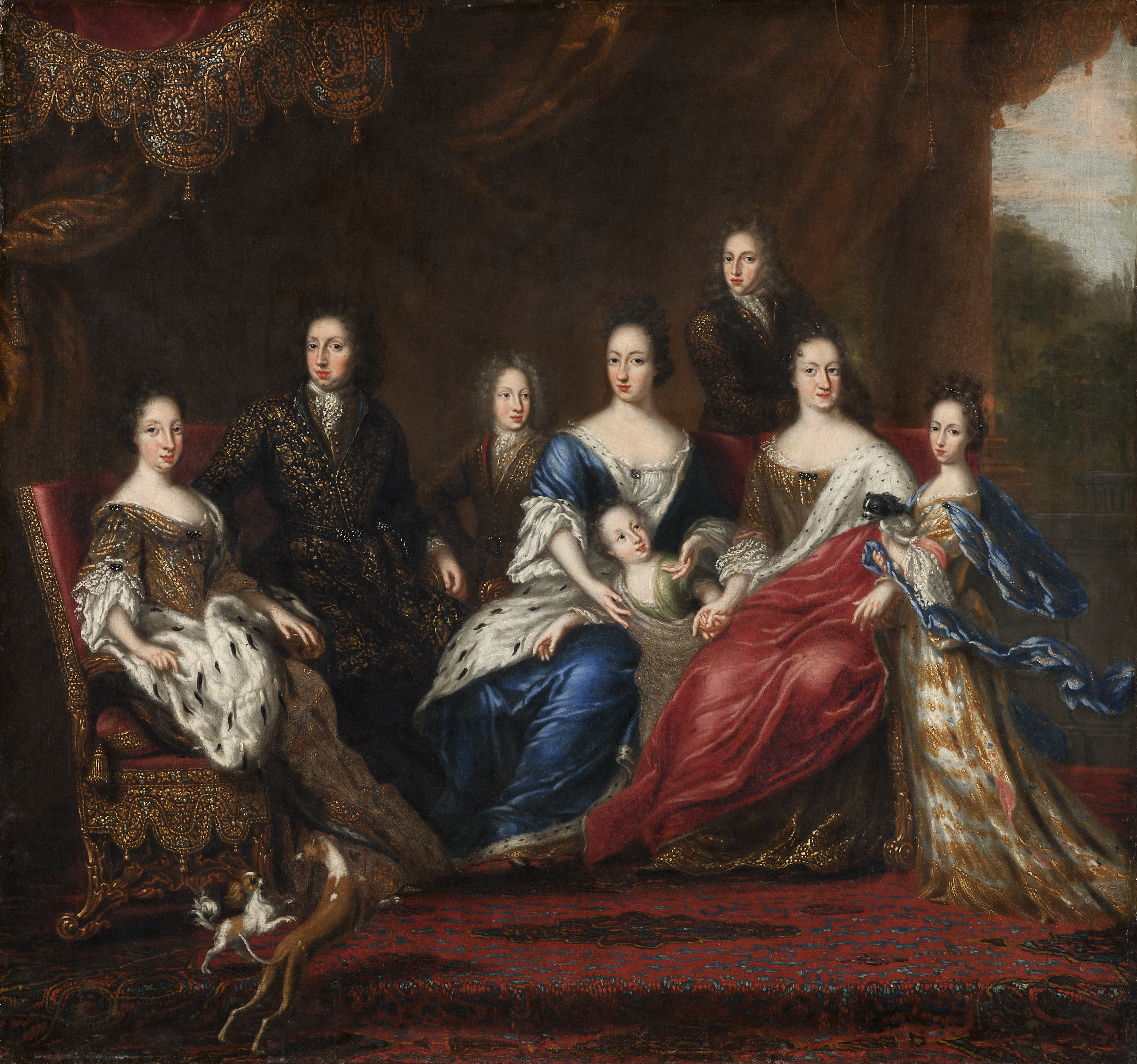
Grupporträtt av Karl XI:s familj med hans svägerska och blivande måg, utförd av David Klöcker Ehrenstrahl från 1690-talet.

I fredsförhandlingarna mellan Sverige och Danmark 1679 stod äktenskapet mellan Karl XI och Ulrika Eleonora av Danmark på dagordningen och ratificerades den 26 september 1679. Bröllopet ägde rum den 6 maj 1680 i Skottorps slott i Skummeslövs socken i Halland. Karl XI var tidigare förlovad med kusinen Juliana av Hessen-Eschwege, men planerna stäcktes efter en skandal. Under kriget blev Ulrika Eleonora beryktad för sin lojalitet till sitt framtida hemland genom att visa godhet mot svenska krigsfångar i Danmark. Hon pantsatte sina egna tillhörigheter, bland annat sin trolovningsring, för att kunna samla mat, sängkläder och medicin åt fångarna. Hennes personliga förtjänster och välgörenhet senare under livet gjorde henne älskad runtom i det svenska riket och lindrade en viss del av kritiken mot hennes danska bakgrund.
Karl XI och Ulrika Eleonora var väldigt olika personligheter. Medan kungen var en passionerad jägare och ryttare ägnade sig drottningen åt bokläsning och bildande konster, och hon blev välkänd för sin stora välgörenhet. Hon var dessutom ofta sjuklig och hennes många graviditeter tog hårt på henne. Karl XI var väldigt aktiv och upptagen och medan kungen ägnade sig åt mönstringar och med att inspektera och exercera sina trupper var Ulrika Eleonora oftast ensam och ledsen. Äktenskapet i sig betraktades dock som en framgång, där kungen och drottningen var mycket förtjusta i varandra. Som drottning hade Ulrika Eleonora ett begränsat inflytande på politiken och stod i skuggan av sin svärmor. Under reduktionsåren förde Ulrika talan för de människor vars egendom konfiskerades av kronan. Men kungen talade om för henne att anledningen till att han gifte sig med henne var inte för att lyssna på hennes politiska råd. I stället bistod hon reduktionens offer genom att i hemlighet kompensera dem ekonomiskt genom att pantsätta sina egna tillhörigheter. Karl XI visade dock senare vilket förtroende han satte till Ulrika Eleonora genom att år 1690 ge henne plats i den eventuella förmyndarstyrelsen för sonen.
I äktenskapet föddes sju barn, av vilka tre barn överlevde makarna:
1. Hedvig Sofia (1681–1708), gift 1698 med hertig Fredrik IV av Holstein-Gottorp och farmor till tsar Peter III av Ryssland.
2. Karl XII (1682–1718), kung av Sverige 1697–1718.
3. Gustav (1683–1685)
4. Ulrik (1684–1685)
5. Fredrik (1685–1685)
6. Karl Gustav (1686–1687)
7. Ulrika Eleonora den yngre (1688–1741), regerande drottning 1718–1720, gift 1715 med Fredrik av Hessen-Kassel, sedermera kung Fredrik I av Sverige.

Spädbarnet Ulrik (1684–1685) fick slottet Jacobsdal utanför Stockholm som faddergåva av Hedvig Eleonora, efter vilken det erhöll namnet Ulriksdal.
Ulrika Eleonora drabbades cirka 1690 av en odiagnostiserad sjukdom, som bedömdes som dödlig och gjorde att hon allt oftare tvingades tillbringa veckor i sängen. När hon blev allvarligt sjuk år 1693 ägnade Karl XI hela sin tid åt hennes vård. Hennes död den 26 juli samma år skakade honom djupt och han återhämtade sig aldrig helt.  Ulrika Eleonoras ska under sin livstid ha givit ekonomiskt bistånd till omkring 17 000 personer.

## Död och begravning

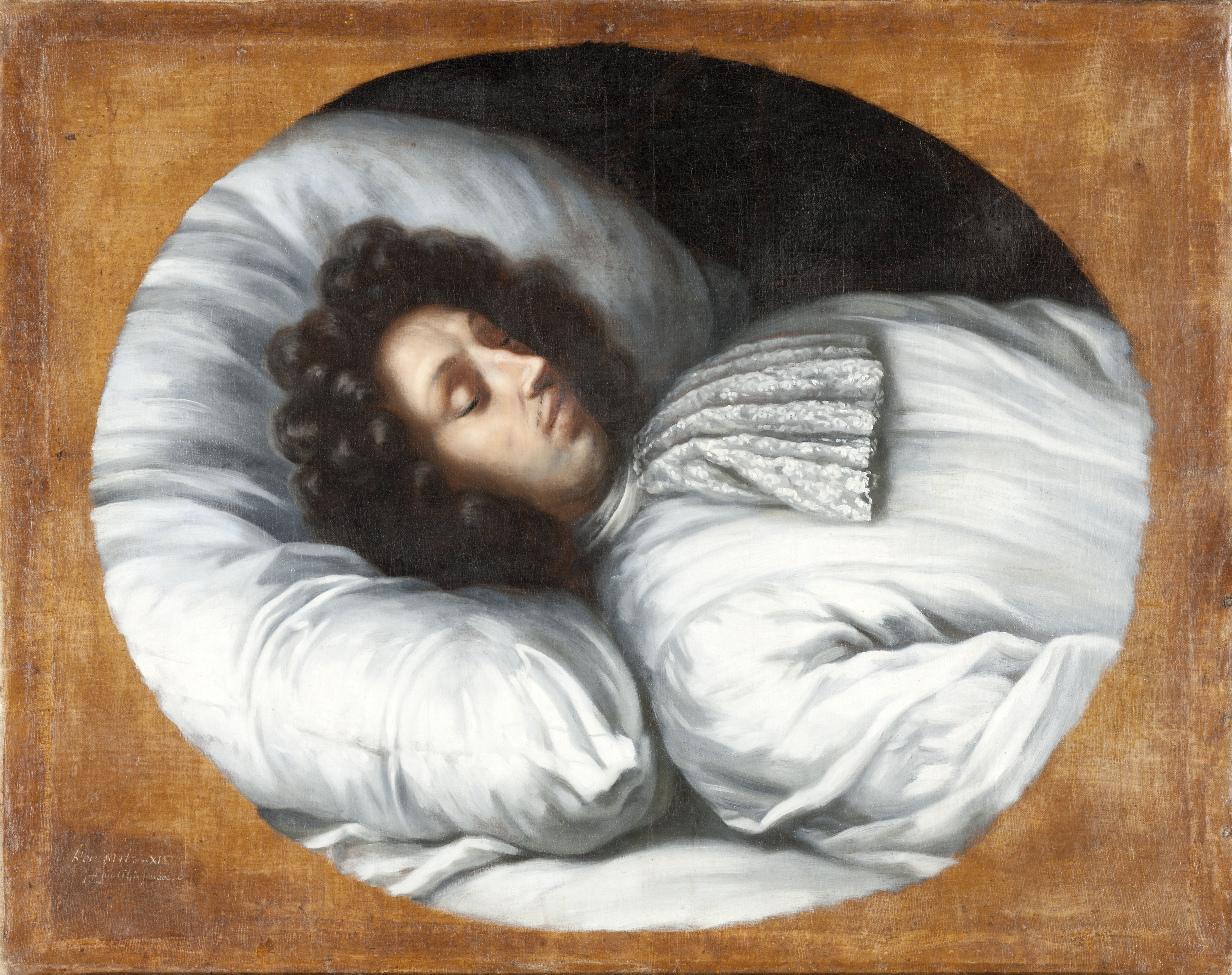
Karl XI på lit de parade år 1697.

I slutet av 1680-talet hade Karl XI kräkts ut blod, vilket skedde efter hans ansträngande resor runtom i riket. Han drabbades också av feberanfall och tvingades upprepade gånger ligga till sängs under några dagar. Året efter Ulrika Eleonoras död fick han smärtor i buken, och under sommaren 1696 plågades han så svårt att han kallade på sina båda läkare Urban Hjärne och Johan Martin Ziervogel. Han fick medicin som gav tillfällig lindring, men anfallen återkom och blev allt plågsammare. Han fortsatte att utföra sina uppgifter som vanligt, men i februari 1697 blev smärtorna för svåra för att han skulle fortsätta sitt arbete och han återvände till Stockholm, där läkarna upptäckte att han hade en stor förhårdnad i buken. Vid denna tidpunkt var det lite som läkarna kunde göra annat än att lindra kungens smärta med medicin. Från den 28 mars låg kungen till sängs på slottet Tre Kronor och den 1 april tog han farväl av sin mor och sina barn. Det sägs att på dödsbädden ska han ha erkänt för sin mor att han inte känt sig lycklig sedan Ulrika Eleonoras död. Karl XI avled på kvällen den 5 april 1697, 41 år och 132 dagar gammal. En obduktion visade att kungen hade utvecklat cancer som hade spritt sig i hela bukhålan. Kungen låg fortfarande lik på slottet Tre Kronor den 7 maj 1697 när slottet började brinna. Kungens kropp räddades från elden och han begravdes den 24 november samma år i Karolinska gravkoret i Riddarholmskyrkan.

## Eftermäle
I Alf Åbergs biografi om Karl XI från 1958 betraktades han som en "i många avseenden osjälvständig, vacklande och villrådig monark, som lätt kunde påverkas av sin omgivning". I Göran Rystads biografi från 2003 är kungen däremot karakteriserad som "en självmedveten, viljestark härskare vars insatser fick bestående följder för den svenska samhällsutvecklingen", och som åstadkom "en social revolution genom att öppna vägen till tjänster och befordran inom förvaltning och krigsmakt, för alla på lika villkor".
Karl XI var mellan 1989 och 2016 avbildad på den svenska femhundrakronorssedeln, med kungen som motiv på framsidan och Christopher Polhem som motiv på baksidan. Valet föll på kungen eftersom Sveriges riksbank grundades år 1668 under Karl XI:s regeringstid. Valet var däremot mycket kontroversiellt på grund av kungens order om att bränna ner Örkeneds socken.
Karlskyrkan i stadsdelen Tõnismäe i Tallinn, Estland, är tillägnad Karl XI. Den befästa staden Carlsburg, som idag ligger i Bremerhaven nära Bremen, fick sitt namn efter Karl XI. Även Karlskrona stad är uppkallad efter honom, och den upptogs 1998 på Unescos världsarvslista som objekt nr 871. På Stortorget i staden restes 1897 en staty av kungen, modellerad av John Börjeson.

## Anfäder
|              |  |  |  |  |  |  |  |                                     |  |  |  |  |  |  |  |                                          |  |  |  |  |  |  |  |                                        |  |  |  |  |  |  |  | Greve Wolfgang av Pfalz-Zweibrücken  |
|              |  |  |  |  |  |  |  |                                     |  |  |  |  |  |  |  |                                          |  |  |  |  |  |  |  |                                        |  |  |  |  |  |  |  |                                      |
|              |  |  |  |  |  |  |  |                                     |  |  |  |  |  |  |  |                                          |  |  |  |  |  |  |  | Greve Johan I av Pfalz-Zweibrücken     |  |  |  |  |  |  |  |                                      |
|              |  |  |  |  |  |  |  |                                     |  |  |  |  |  |  |  |                                          |  |  |  |  |  |  |  |                                        |  |  |  |  |  |  |  |                                      |
|              |  |  |  |  |  |  |  |                                     |  |  |  |  |  |  |  |                                          |  |  |  |  |  |  |  |                                        |  |  |  |  |  |  |  | Anna av Hessen                       |
|              |  |  |  |  |  |  |  |                                     |  |  |  |  |  |  |  |                                          |  |  |  |  |  |  |  |                                        |  |  |  |  |  |  |  |                                      |
|              |  |  |  |  |  |  |  |                                     |  |  |  |  |  |  |  | Greve Johan Kasimir av Pfalz-Zweibrücken |  |  |  |  |  |  |  |                                        |  |  |  |  |  |  |  |                                      |
|              |  |  |  |  |  |  |  |                                     |  |  |  |  |  |  |  |                                          |  |  |  |  |  |  |  |                                        |  |  |  |  |  |  |  |                                      |
|              |  |  |  |  |  |  |  |                                     |  |  |  |  |  |  |  |                                          |  |  |  |  |  |  |  |                                        |  |  |  |  |  |  |  | Hertig Vilhelm V av Kleve            |
|              |  |  |  |  |  |  |  |                                     |  |  |  |  |  |  |  |                                          |  |  |  |  |  |  |  |                                        |  |  |  |  |  |  |  |                                      |
|              |  |  |  |  |  |  |  |                                     |  |  |  |  |  |  |  |                                          |  |  |  |  |  |  |  | Magdalena av Jülich-Cleve-Berg         |  |  |  |  |  |  |  |                                      |
|              |  |  |  |  |  |  |  |                                     |  |  |  |  |  |  |  |                                          |  |  |  |  |  |  |  |                                        |  |  |  |  |  |  |  |                                      |
|              |  |  |  |  |  |  |  |                                     |  |  |  |  |  |  |  |                                          |  |  |  |  |  |  |  |                                        |  |  |  |  |  |  |  | Maria av Österrike                   |
|              |  |  |  |  |  |  |  |                                     |  |  |  |  |  |  |  |                                          |  |  |  |  |  |  |  |                                        |  |  |  |  |  |  |  |                                      |
|              |  |  |  |  |  |  |  | Kung Karl X Gustav                  |  |  |  |  |  |  |  |                                          |  |  |  |  |  |  |  |                                        |  |  |  |  |  |  |  |                                      |
|              |  |  |  |  |  |  |  |                                     |  |  |  |  |  |  |  |                                          |  |  |  |  |  |  |  |                                        |  |  |  |  |  |  |  |                                      |
|              |  |  |  |  |  |  |  |                                     |  |  |  |  |  |  |  |                                          |  |  |  |  |  |  |  |                                        |  |  |  |  |  |  |  | Gustav Vasa                          |
|              |  |  |  |  |  |  |  |                                     |  |  |  |  |  |  |  |                                          |  |  |  |  |  |  |  |                                        |  |  |  |  |  |  |  |                                      |
|              |  |  |  |  |  |  |  |                                     |  |  |  |  |  |  |  |                                          |  |  |  |  |  |  |  | Kung Karl IX                           |  |  |  |  |  |  |  |                                      |
|              |  |  |  |  |  |  |  |                                     |  |  |  |  |  |  |  |                                          |  |  |  |  |  |  |  |                                        |  |  |  |  |  |  |  |                                      |
|              |  |  |  |  |  |  |  |                                     |  |  |  |  |  |  |  |                                          |  |  |  |  |  |  |  |                                        |  |  |  |  |  |  |  | Margareta Eriksdotter (Leijonhufvud) |
|              |  |  |  |  |  |  |  |                                     |  |  |  |  |  |  |  |                                          |  |  |  |  |  |  |  |                                        |  |  |  |  |  |  |  |                                      |
|              |  |  |  |  |  |  |  |                                     |  |  |  |  |  |  |  | Katarina Karlsdotter Vasa                |  |  |  |  |  |  |  |                                        |  |  |  |  |  |  |  |                                      |
|              |  |  |  |  |  |  |  |                                     |  |  |  |  |  |  |  |                                          |  |  |  |  |  |  |  |                                        |  |  |  |  |  |  |  |                                      |
|              |  |  |  |  |  |  |  |                                     |  |  |  |  |  |  |  |                                          |  |  |  |  |  |  |  |                                        |  |  |  |  |  |  |  | Kurfurste Ludvig VI av Pfalz         |
|              |  |  |  |  |  |  |  |                                     |  |  |  |  |  |  |  |                                          |  |  |  |  |  |  |  |                                        |  |  |  |  |  |  |  |                                      |
|              |  |  |  |  |  |  |  |                                     |  |  |  |  |  |  |  |                                          |  |  |  |  |  |  |  | Maria av Pfalz                         |  |  |  |  |  |  |  |                                      |
|              |  |  |  |  |  |  |  |                                     |  |  |  |  |  |  |  |                                          |  |  |  |  |  |  |  |                                        |  |  |  |  |  |  |  |                                      |
|              |  |  |  |  |  |  |  |                                     |  |  |  |  |  |  |  |                                          |  |  |  |  |  |  |  |                                        |  |  |  |  |  |  |  | Elisabeth av Hessen                  |
|              |  |  |  |  |  |  |  |                                     |  |  |  |  |  |  |  |                                          |  |  |  |  |  |  |  |                                        |  |  |  |  |  |  |  |                                      |
| Kung Karl XI |  |  |  |  |  |  |  |                                     |  |  |  |  |  |  |  |                                          |  |  |  |  |  |  |  |                                        |  |  |  |  |  |  |  |                                      |
|              |  |  |  |  |  |  |  |                                     |  |  |  |  |  |  |  |                                          |  |  |  |  |  |  |  |                                        |  |  |  |  |  |  |  | Hertig Adolf av Holstein-Gottorp     |
|              |  |  |  |  |  |  |  |                                     |  |  |  |  |  |  |  |                                          |  |  |  |  |  |  |  |                                        |  |  |  |  |  |  |  |                                      |
|              |  |  |  |  |  |  |  |                                     |  |  |  |  |  |  |  |                                          |  |  |  |  |  |  |  | Hertig Johan Adolf av Holstein-Gottorp |  |  |  |  |  |  |  |                                      |
|              |  |  |  |  |  |  |  |                                     |  |  |  |  |  |  |  |                                          |  |  |  |  |  |  |  |                                        |  |  |  |  |  |  |  |                                      |
|              |  |  |  |  |  |  |  |                                     |  |  |  |  |  |  |  |                                          |  |  |  |  |  |  |  |                                        |  |  |  |  |  |  |  | Kristina av Hessen                   |
|              |  |  |  |  |  |  |  |                                     |  |  |  |  |  |  |  |                                          |  |  |  |  |  |  |  |                                        |  |  |  |  |  |  |  |                                      |
|              |  |  |  |  |  |  |  |                                     |  |  |  |  |  |  |  | Hertig Fredrik III av Holstein-Gottorp   |  |  |  |  |  |  |  |                                        |  |  |  |  |  |  |  |                                      |
|              |  |  |  |  |  |  |  |                                     |  |  |  |  |  |  |  |                                          |  |  |  |  |  |  |  |                                        |  |  |  |  |  |  |  |                                      |
|              |  |  |  |  |  |  |  |                                     |  |  |  |  |  |  |  |                                          |  |  |  |  |  |  |  |                                        |  |  |  |  |  |  |  | Kung Fredrik II av Danmark           |
|              |  |  |  |  |  |  |  |                                     |  |  |  |  |  |  |  |                                          |  |  |  |  |  |  |  |                                        |  |  |  |  |  |  |  |                                      |
|              |  |  |  |  |  |  |  |                                     |  |  |  |  |  |  |  |                                          |  |  |  |  |  |  |  | Augusta av Danmark                     |  |  |  |  |  |  |  |                                      |
|              |  |  |  |  |  |  |  |                                     |  |  |  |  |  |  |  |                                          |  |  |  |  |  |  |  |                                        |  |  |  |  |  |  |  |                                      |
|              |  |  |  |  |  |  |  |                                     |  |  |  |  |  |  |  |                                          |  |  |  |  |  |  |  |                                        |  |  |  |  |  |  |  | Sofia av Mecklenburg                 |
|              |  |  |  |  |  |  |  |                                     |  |  |  |  |  |  |  |                                          |  |  |  |  |  |  |  |                                        |  |  |  |  |  |  |  |                                      |
|              |  |  |  |  |  |  |  | Hedvig Eleonora av Holstein-Gottorp |  |  |  |  |  |  |  |                                          |  |  |  |  |  |  |  |                                        |  |  |  |  |  |  |  |                                      |
|              |  |  |  |  |  |  |  |                                     |  |  |  |  |  |  |  |                                          |  |  |  |  |  |  |  |                                        |  |  |  |  |  |  |  |                                      |
|              |  |  |  |  |  |  |  |                                     |  |  |  |  |  |  |  |                                          |  |  |  |  |  |  |  |                                        |  |  |  |  |  |  |  | Kurfurste Kristian I av Sachsen      |
|              |  |  |  |  |  |  |  |                                     |  |  |  |  |  |  |  |                                          |  |  |  |  |  |  |  |                                        |  |  |  |  |  |  |  |                                      |
|              |  |  |  |  |  |  |  |                                     |  |  |  |  |  |  |  |                                          |  |  |  |  |  |  |  | Kurfurst Johan Georg I av Sachsen      |  |  |  |  |  |  |  |                                      |
|              |  |  |  |  |  |  |  |                                     |  |  |  |  |  |  |  |                                          |  |  |  |  |  |  |  |                                        |  |  |  |  |  |  |  |                                      |
|              |  |  |  |  |  |  |  |                                     |  |  |  |  |  |  |  |                                          |  |  |  |  |  |  |  |                                        |  |  |  |  |  |  |  | Sofia av Brandenburg                 |
|              |  |  |  |  |  |  |  |                                     |  |  |  |  |  |  |  |                                          |  |  |  |  |  |  |  |                                        |  |  |  |  |  |  |  |                                      |
|              |  |  |  |  |  |  |  |                                     |  |  |  |  |  |  |  | Marie Elisabeth av Sachsen               |  |  |  |  |  |  |  |                                        |  |  |  |  |  |  |  |                                      |
|              |  |  |  |  |  |  |  |                                     |  |  |  |  |  |  |  |                                          |  |  |  |  |  |  |  |                                        |  |  |  |  |  |  |  |                                      |
|              |  |  |  |  |  |  |  |                                     |  |  |  |  |  |  |  |                                          |  |  |  |  |  |  |  |                                        |  |  |  |  |  |  |  | Hertig Albrekt Fredrik av Preussen   |
|              |  |  |  |  |  |  |  |                                     |  |  |  |  |  |  |  |                                          |  |  |  |  |  |  |  |                                        |  |  |  |  |  |  |  |                                      |
|              |  |  |  |  |  |  |  |                                     |  |  |  |  |  |  |  |                                          |  |  |  |  |  |  |  | Magdalena Sibylla av Preussen          |  |  |  |  |  |  |  |                                      |
|              |  |  |  |  |  |  |  |                                     |  |  |  |  |  |  |  |                                          |  |  |  |  |  |  |  |                                        |  |  |  |  |  |  |  |                                      |
|              |  |  |  |  |  |  |  |                                     |  |  |  |  |  |  |  |                                          |  |  |  |  |  |  |  |                                        |  |  |  |  |  |  |  | Maria Eleonora av Kleve              |
|              |  |  |  |  |  |  |  |                                     |  |  |  |  |  |  |  |                                          |  |  |  |  |  |  |  |                                        |  |  |  |  |  |  |  |                                      |

## Bilder

Karl XI:s dopvagga.
Karl XI:s kolt från 1660. Purpurfärgad guldbrokad med bårder av broderier i guld och silver. Buren av den fyraårige Karl XI då han hyllades som kung den 13 februari 1660 i Göteborg. Utställt på Livrustkammaren.
Karl XI som barn av Abraham Wuchters.
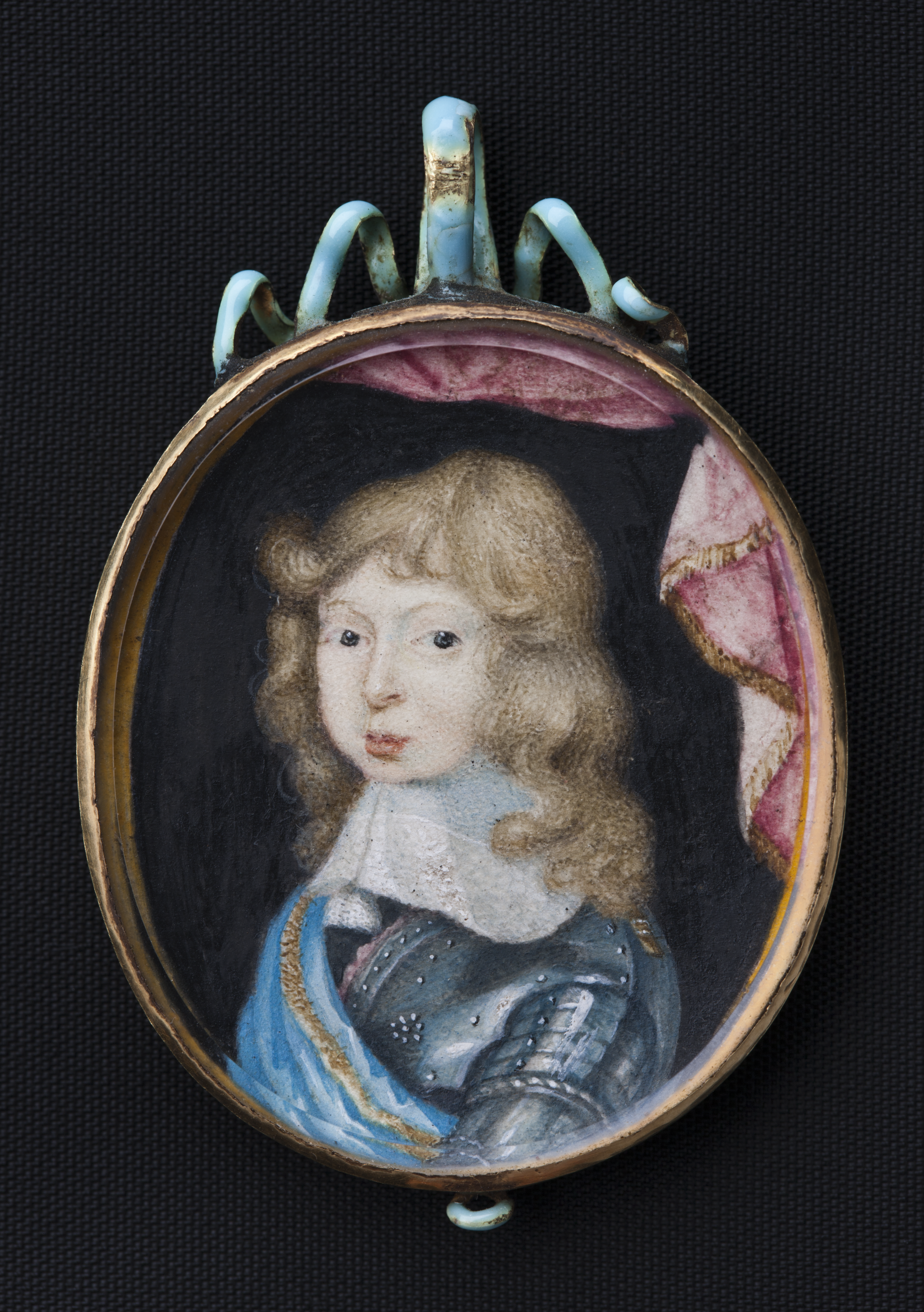
Miniatyrporträtt på Karl XI som barn, från cirka 1662. Finns på Livrustkammaren.
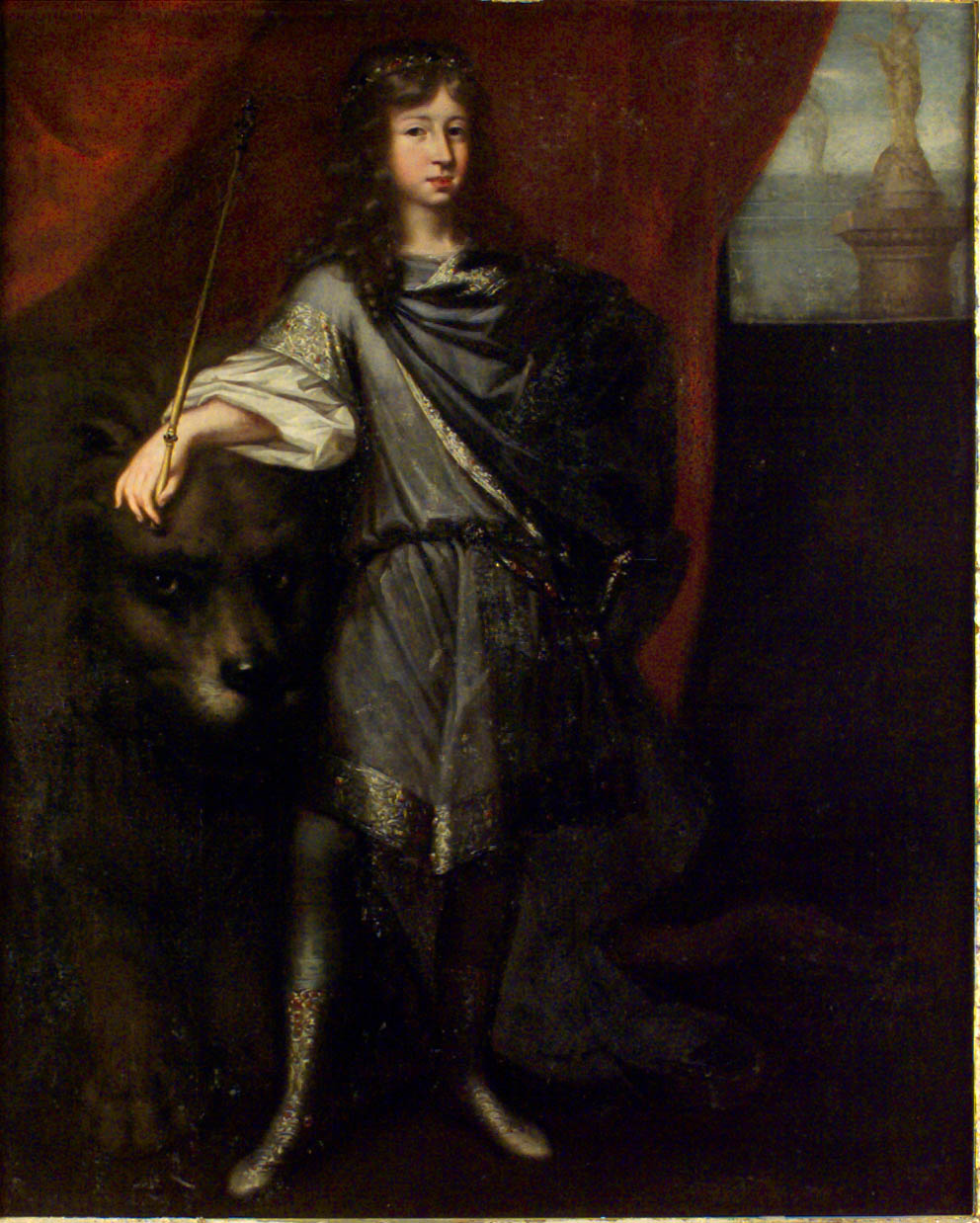
Porträtt av Karl XI som 11-åring.
Konung Karl XIs uppfostran. Allegori David Klöcker Ehrenstrahl
Miniatyrporträtt på Karl XI som vuxen cirka 1675–1680.
Porträtt av Karl XI från 1685 av David Klöcker Ehrenstrahl.
Allegori över konung Karl XIs och drottning Ulrika Eleonoras förening av David Klöcker Ehrenstrahl, 1692.
Ryttarporträtt på Karl XI.
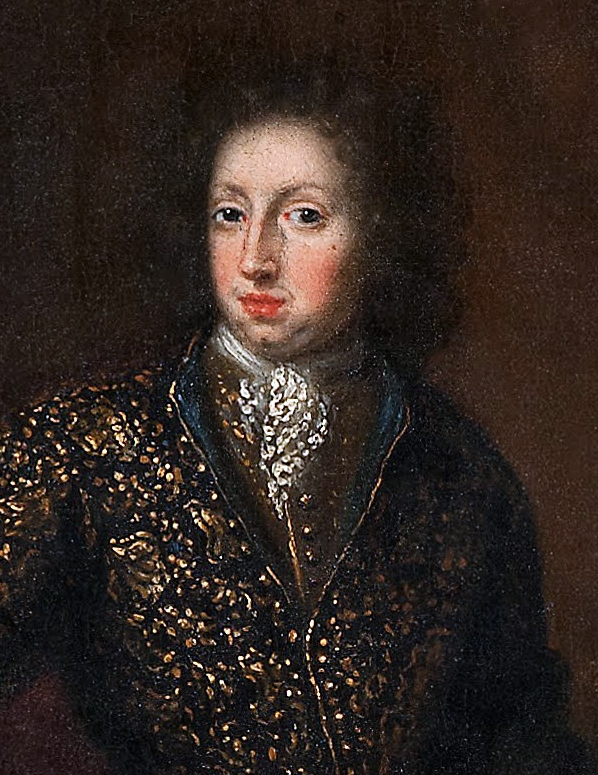
Karl XI (1691) av David Klöcker Ehrenstrahl.
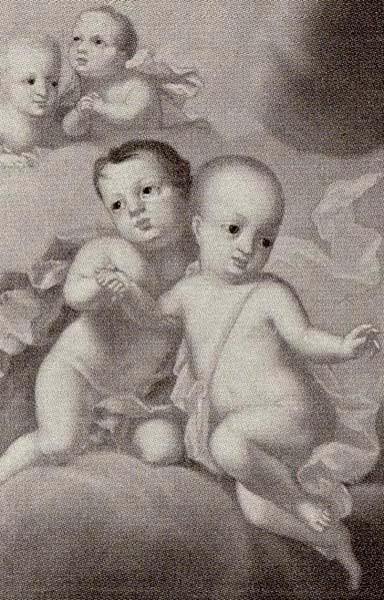
Prinsarna Gustav, Ulrik, Fredrik och Carl Gustav av Sverige, Carl XI:s små söner - detalj ur en samtida släktmålning
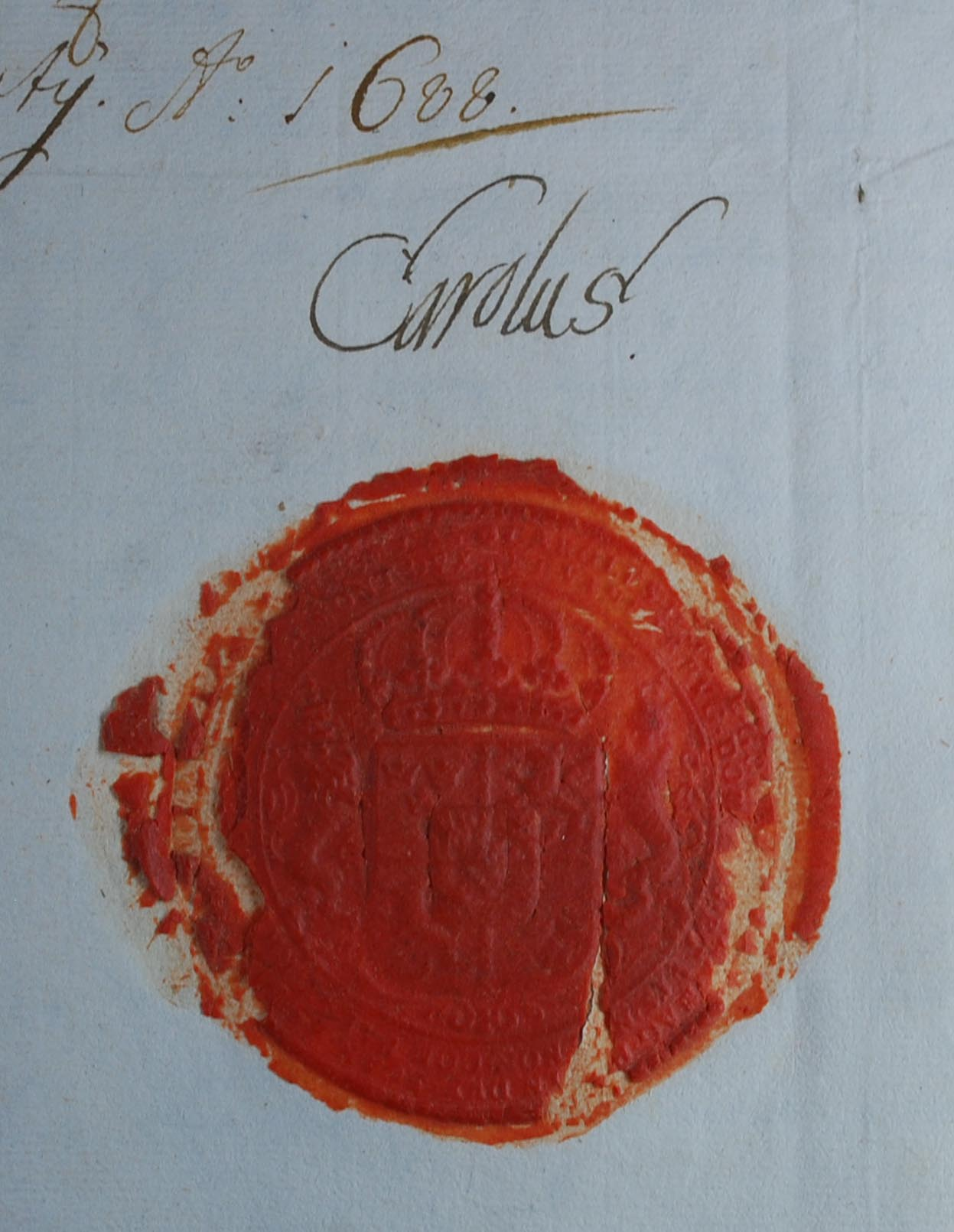
Karl XI:s namnteckning och sigill på ett dokument från 1688.
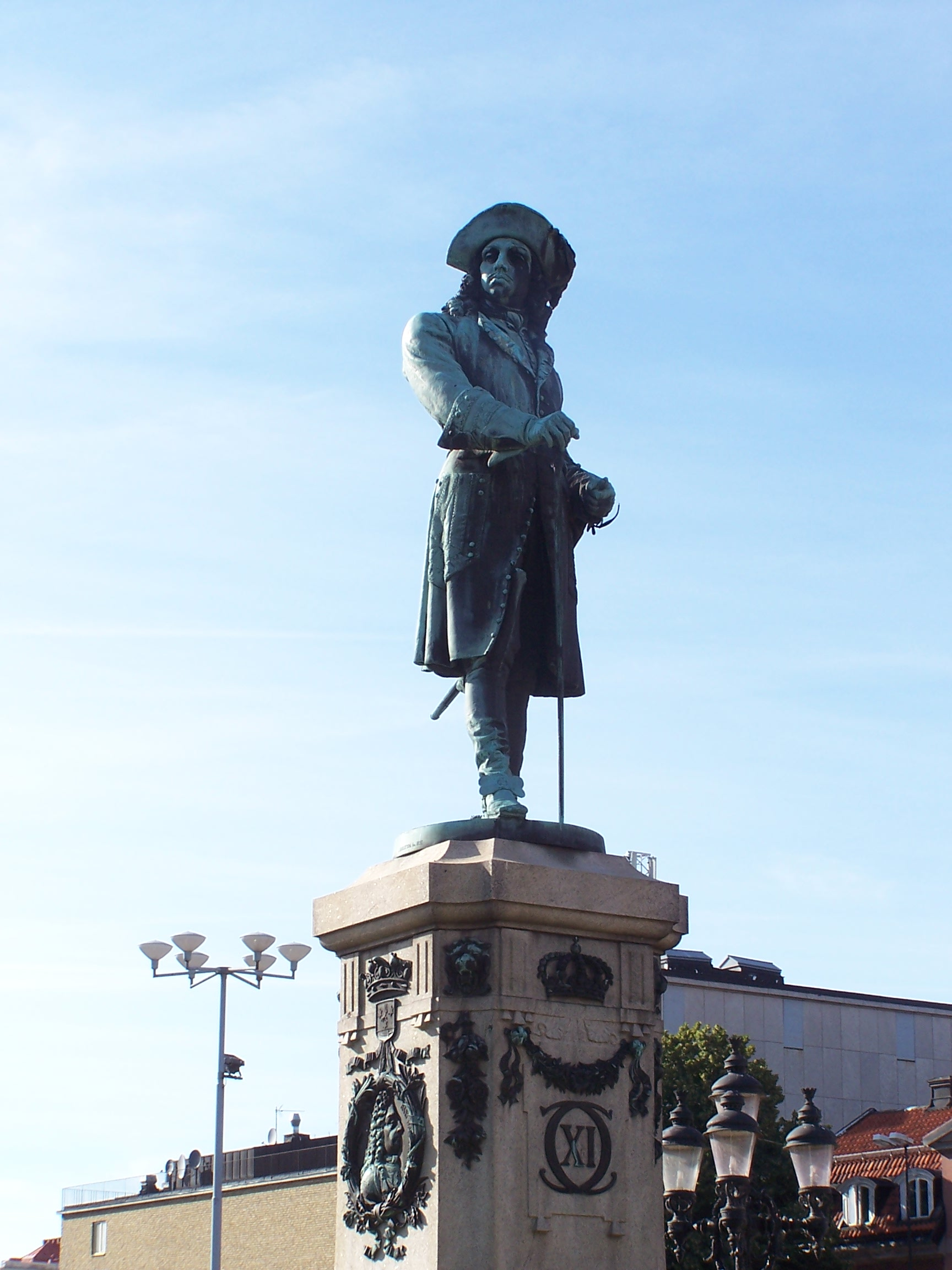
Karl XI-statyn i Karlskrona.
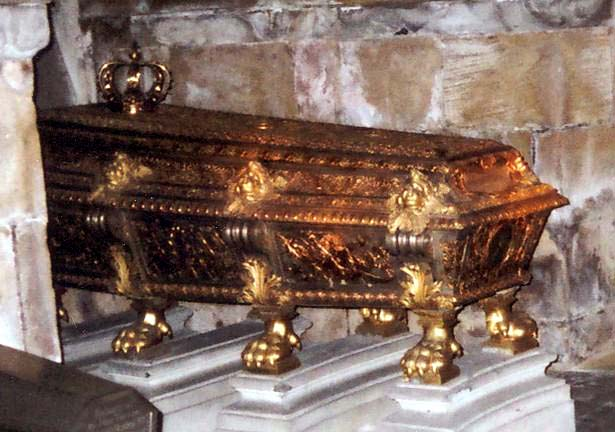
Karl XI:s kista i Riddarholmskyrkan
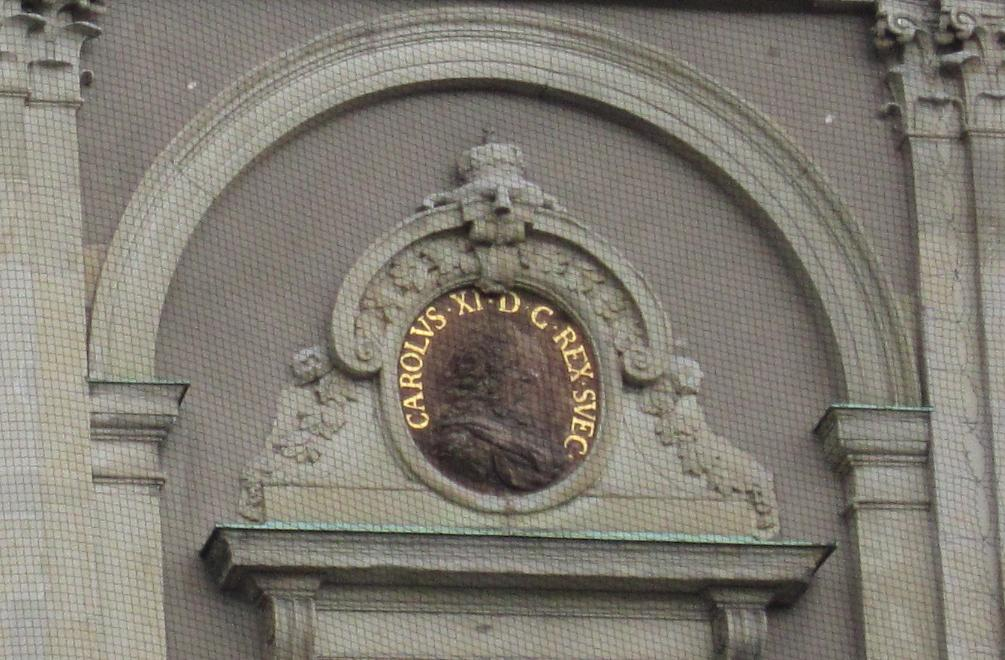
Karls bild bland nio svenska monarker på en vägg på Stockholms slott.